# 1706 год в науке
В 1706 году в науке и технике произошло несколько значимых событий.

## Математика
- Уильям Джонс опубликовал книгу Synopsis palmariorum matheseos or, A New Introduction to the Mathematics, Containing the Principles of Arithmetic and Geometry Demonstrated in a Short and Easie Method … Designed for … Beginners, в которой он предлагает использовать символ {\displaystyle \pi } (греческую букву пи) для обозначения отношения длины окружности к её диаметру[1].

## Техника
- Фрэнсис Хоксби сконструировал первую стеклянную электрическую машину.[2]

## Публикации
- Иоганн Яков Шейхцер начал публикацию в Цюрихе своего трёхтомника «Описание естественной истории Швейцарии» о естественной истории и геологии Швейцарии.[3]
- Джованни Баттиста Морганьи публикует первый том Adversaria anatomica,[4], в которой он описывает свои наблюдения за человеческой анатомией.

## Родились
- 17 января — Бенджамин Франклин, американский учёный и изобретатель, известный своими экспериментами с электричеством (умер в 1790)
- 28 января — Джон Баскервилл, английский издатель и изобретатель (умер в 1775)
- 11 февраля — Нильс Розен-Розенштейн, шведский медик, ботаник (умер в 1773)
- 12 мая — Франсуа де Буассье Совеж де Лакруа, французский врач и ботаник (умер в 1767)
- 10 июня — Джон Доллонд, английский оптик (умер в 1761)
- 17 декабря — Эмили дю Шатле, французский математик и физик (умер в 1749)
- Дата неизвестна — Джузеппе Асклепи, итальянский астроном и физик (умер в 1776)

## Скончались
- 15 июня — Джорджо Бальиви, итальянский врач и учёный (родился в 1668)
- 6 августа — Жан-Батист Дюамель, французский священник, учёный, астроном, физик, натурфилософ и богослов. Первый секретарь Французской академии наук. (родился в 1624)
- Дата неизвестна — Жан Ле Февр, французский астроном (родился в 1652)
- Дата неизвестна — Жанна Дюме, французский астроном